# Force (achtbaan)
De Zierer Force is een modelgroep van voornamelijk kinder- of familieachtbanen die onderverdeeld zijn in 6 submodellen naargelang de grootte.

## Algemeen
Een Zierer Force-achtbaan bevat nooit inversies (gaat niet over de kop). De eerste vier modellen (Force Zero, Force One, Force Two, Force Three) hebben een vaste lay-out, bij de grootste twee (Force Five en Force 190) is dat niet het geval. Daarom wordt aan de naam van deze modellen vaak het woord 'custom' toegevoegd.
Een Zierer Force maakt gebruik van een wieloptakeling.

## Vaste modellen

### Force Zero
De kleinste standaardbaan heet Force Zero en kan opgesteld worden op een grondvlak van 28 x 15 meter. De baan gaat 4 meter hoog, is 70 meter lang en haalt snelheden tot 24 kilometer per uur. Op de baan rijdt één trein van 6 wagons die elk plaats bieden aan twee personen naast elkaar voor een totaal van 12 personen per rit. Theoretisch kunnen er 675 personen per uur in de attractie. Anno 2024 zijn er 6 Force Zero-achtbanen gebouwd.
Opvallend: er bestaat een variant op de Tivoli Small, een ander achtbaanmodel van Zierer, met een identieke lay-out als de Force Zero, maar met een Tivoli-rail. Deze bevatten enkele wijzigingen ten opzichte van de oorspronkelijke Tivoli Small. Hiervan zijn er sinds 1999 twee geproduceerd. Er zijn in totaal dus 8 achtbanen met de Force Zero-lay-out.

### Force One
De Force One is een iets grotere versie van de Force Zero, met een grondvlak van 39 x 20 meter en een maximale baanhoogte van 4,5 meter. De Force One haalt 30 kilometer per uur en is 126 meter lang. De treinen zijn dezelfde als die van de Force Zero, maar door de iets langere baan is de theoretische capaciteit iets lager, namelijk 650 personen per uur. Anno 2024 zijn er 9 exemplaren gebouwd.

### Force Two
De Force Two is het populairste model uit de reeks met meer dan 20 verkochte exemplaren. Het grondvlak meet 41,7 bij 28 m en de top van de baan is 9 meter hoog. De topsnelheid bedraagt 39 kilometer per uur en de baan is 222 meter lang. De trein van een Force Two is 10 wagons lang, dus kunnen er 20 personen mee per rit.

### Force Three
De Force Three is het grootste standaardmodel in de Force-reeks. Het grondvlak meet 47,5 x 32 meter. De baan is 9,5 meter hoog, 260 meter lang en treinen halen maximaal 45 kilometer per uur. De Force Three heeft de langste treinen uit de Force-reeks: de baan heeft 1 trein met 14 wagons die plaats bieden aan 28 personen per rit. Erg populair is de Force Three niet: er is slechts één exemplaar van gebouwd, namelijk Shamu Express in SeaWorld Orlando in 2006.

## Custom modellen

### Force 190
De Force 190 heeft ook min of meer een vaste lay-out, maar er kunnen per klant kleine aanpassingen aan gedaan worden. '190' verwijst naar de standaard baanlengte, namelijk 190 meter, maar bijvoorbeeld Grover's Alpine Express in Bush Gardens Williamsburg is 182 meter lang. Dit exemplaar is 8,3 meter hoog, terwijl dat standaard 9 meter is. De topsnelheid ligt rond de 36-40 kilometer per uur.
Op een Force 190 rijden treinen met 8 wagons, voor 16 personen per rit. Het grondvlak meet ongeveer 49,5 bij 33 meter.

### Force Five
De Force Five heeft ook wel min of meer een standaardverloop, maar hiervan bestaan ook banen die volledig custom zijn en dus volledig van de andere verschillen. Een voorbeeld van een Custom Force Five-achtbaan is Huracan in Bellewaerde. De standaard Force Five is alleen in Legolanden te vinden. De gemiddelde Force Five haalt bij benadering 60 kilometer per uur, is 16 meter hoog en heeft een baanlengte van 400 à 500 meter. Het grondvlak meet dan 63 x 43,5 meter.
Op een Force Five kan bovendien standaard met twee treinen gereden worden.

## Voorbeelden in België en Nederland
- Donderstenen (Force Two) in Avonturenpark Hellendoorn
- Huracan (Custom Force Five) in Bellewaerde
- Wickiebaan (Force Two) in Plopsa Indoor Coevorden
- Wickie Coaster (Force Two) in Plopsa Indoor Hasselt

- Fun Pilot (Force 190) in Walibi Belgium